# Kane Douglas
Kane Douglas (1 de junho de 1989) é um jogador de rugby union australiano, que joga na posição de forward.

## Carreira
Kane Douglas integrou o elenco da Seleção de Rugby Union da Austrália vice-campeão na Copa do Mundo de Rugby Union de 2015.